# Paul Zimnol

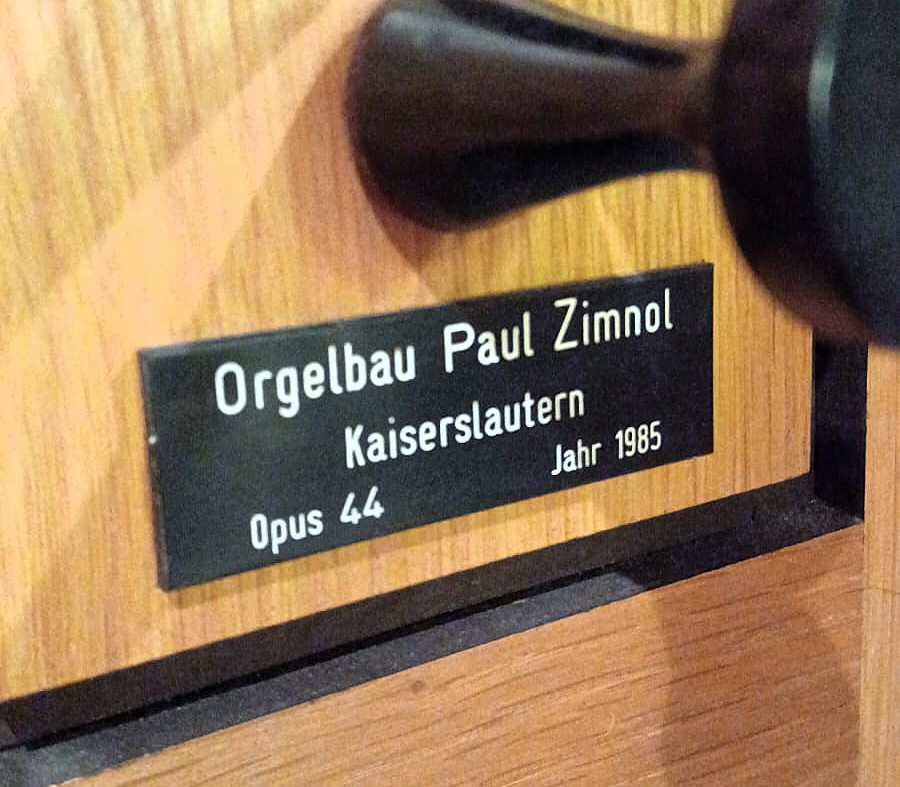
Firmenschild Zimnols in der Protestantischen Kirche in Mehlingen

Paul Zimnol (* 7. Januar 1921 in Tichau, Oberschlesien; † 10. Dezember 1999 in Kaiserslautern) war ein deutscher Orgelbauer und -Restaurator mit Werkstattsitz in Kaiserslautern. Er baute hauptsächlich Orgeln für Kirchen in der Pfalz und im Gebiet des Oberrheins.

## Leben
Paul Zimnol wurde in Oberschlesien geboren. Er besuchte dort das Konservatorium Kattowitz, wo er im Instrumentenbau ausgebildet wurde. Nachdem er im Zweiten Weltkrieg Kriegsdienst ableisten musste, war er ab 1946 für Walcker Orgelbau unter Oscar Walcker tätig, wo er die Gebietsvertretung für die Pfalz erhielt.  Im Jahr 1959 ließ er sich in Kaiserslautern nieder und machte sich dort als Orgelbauer selbstständig. Ab 1965 war er Obermeister der Musikinstrumentenmacher-Innung der Pfalz. Das Unternehmen wurde noch zu seinen Lebzeiten von seinem Sohn Johannes Zimnol übernommen.

## Werkliste (Auswahl)
| Jahr | Opus | Ort                         | Gebäude                          | Bild | Manuale | Register      | Bemerkungen |
| ---- | ---- | --------------------------- | -------------------------------- | ---- | ------- | ------------- | --- |
| 1959 | 2    | Oppenheim                   | Katharinenkirche                 |      | III/P   | 35            | Im Jahr 2006 von Gerald Woehl ersetzt. |
| 1962 | 5    | Waldfischbach-Burgalben     | Gnadenkapelle Maria Rosenberg    |      | I/P     | 6             | [ 2 ] |
| 1962 | 6    | Hochspeyer                  | St. Laurentius                   |      | II/P    | 15            | Ein Choralbass-Register auf dem Pedalwerk wurde vorbereitet, aber nie fertiggestellt. |
| 1964 | 7    | Niederkirchen               | St. Martin                       |      | II/P    |               | [ 4 ] |
| 1965 | 9    | Weisenheim am Berg          | St. Jakobus                      |      | II/P    | 10            | [ 5 ] |
| 1965 | 10   | Neidenfels                  | St. Josef                        |      | II/P    | 15            | [ 6 ] |
| 1966 | 12   | Ottersheim                  | St. Martin                       |      | II/P    | 19            | [ 7 ] |
| 1967 | 13   | Rodalben                    | Prot. Kirche                     |      | I/P     | 8             | 2012 von seinem Sohn und Nachfolger Johannes Zimnol überarbeitet und um ein Register erweitert                                                                                            |
| 1968 | 14   | Böhl-Iggelheim              | Kath. Pfarrkirche Allerheiligen  |      | II/P    | 19            | [ 9 ] |
| 1967 | 16   | Ludwigshafen am Rhein       | Pfarrkirche Heilig Kreuz         |      | II/P    | 27            | die Kirche wurde 2021 abgerissen, der Verbleib der Orgel ist unbekannt |
| 1968 | 18   | Landstuhl                   | Kinderheim St. Nikolaus, Kapelle |      | II/P    | 12            | [ 11 ] |
| 1970 | 20   | Kaiserslautern              | St. Theresia                     |      | II/P    | 16 (heute 21) | ursprünglich für die Pfarrkirche Christ König in Kaiserslautern-Lämmchesberg erbaut, 2010 durch Hugo Mayer Orgelbau transferiert, technisch neu aufgebaut und um fünf Register erweitert. |
| 1973 | 22   | Hohenecken                  | St. Rochus                       |      | II/P    | 16            | ursprünglich für Kaiserslautern, St. Norbert erbaut; 2021 durch Hugo Mayer Orgelbau nach Hohenecken übertragen                                                                            |
| 1974 | 23   | Dansenberg (Kaiserslautern) | St. Peter und Paul               |      | II/P    | 12            | [ 13 ] |
| 1976 | 25   | Mutterstadt                 | St. Medardus                     |      | II/P    | 25            | [ 14 ] |
| 1977 | 27   | Landstuhl                   | St. Andreas                      |      | II/P    | 23            | [ 15 ] |
| 1978 | 28   | Bann                        | St. Valentinus                   |      | II/P    | 15            | [ 16 ] |
| 1978 | 29   | Ludwigswinkel               | St. Ludwig                       |      | II/P    | 7             | [ 17 ] |
| 1979 | 30   | Kaiserslautern              | Martinskirche                    |      | III/P   | 42            | [ 18 ] |
| 1979 | 31   | Katzweiler                  | Protestantische Kirche           |      | II/P    | 23            | In historischem Gehäuse aus 1749 von den Gebrüdern Stumm |
| 1979 |      | Krickenbach                 | St. Nikolaus von der Flüe        |      | II/P    | 7             | [ 20 ] |
| 1980 | 33   | Schwedelbach                | Prot. Kirche                     |      | I/P     | 7             | [ 21 ] |
| 1981 | 35   | Oppenheim                   | Katharinenkirche                 |      | I       | 3             | Chororgel |
| 1982 | 36   | Büchelberg (Wörth)          | St. Laurentius                   |      | II/P    | 12            | → Orgel |
| 1984 | 42   | Birkweiler                  | St. Bartholomäus                 |      | II/P    | 13            | [ 23 ] |
| 1984 | 43   | Kaiserslautern              | Friedhofskapelle                 |      | III/P   | 7             | [ 24 ] |
| 1985 | 44   | Mehlingen                   | Prot. Kirche                     |      | III/P   | 16            | [ 25 ] |
| 1987 | 47   | Atzel (Landstuhl)           | St. Markus                       |      | II/P    | 27            | [ 26 ] |
| 1987 | 48   | Schwedelbach                | St. Johann Baptist               |      | I/P     | 6             | [ 27 ] |
| 1989 | 52   | Winzeln (Pirmasens)         | Sel. Rupert                      |      | III/P   | 10            | 4 weitere Register sind noch vakant |
| 1990 | 54   | Nanzdietschweiler           | Kath. Pfarrkirche Herz Jesu      |      | III/P   | 24            | [ 29 ] |